# Maria de la Salut
Maria de la Salut är en kommun i Spanien.  Den ligger i den autonoma regionen Balearerna i östra delen av landet. Antalet invånare är 2 397 (2024). Maria de la Salut ligger på ön Mallorca.